# Willa Cather

Willa Cather um 1925

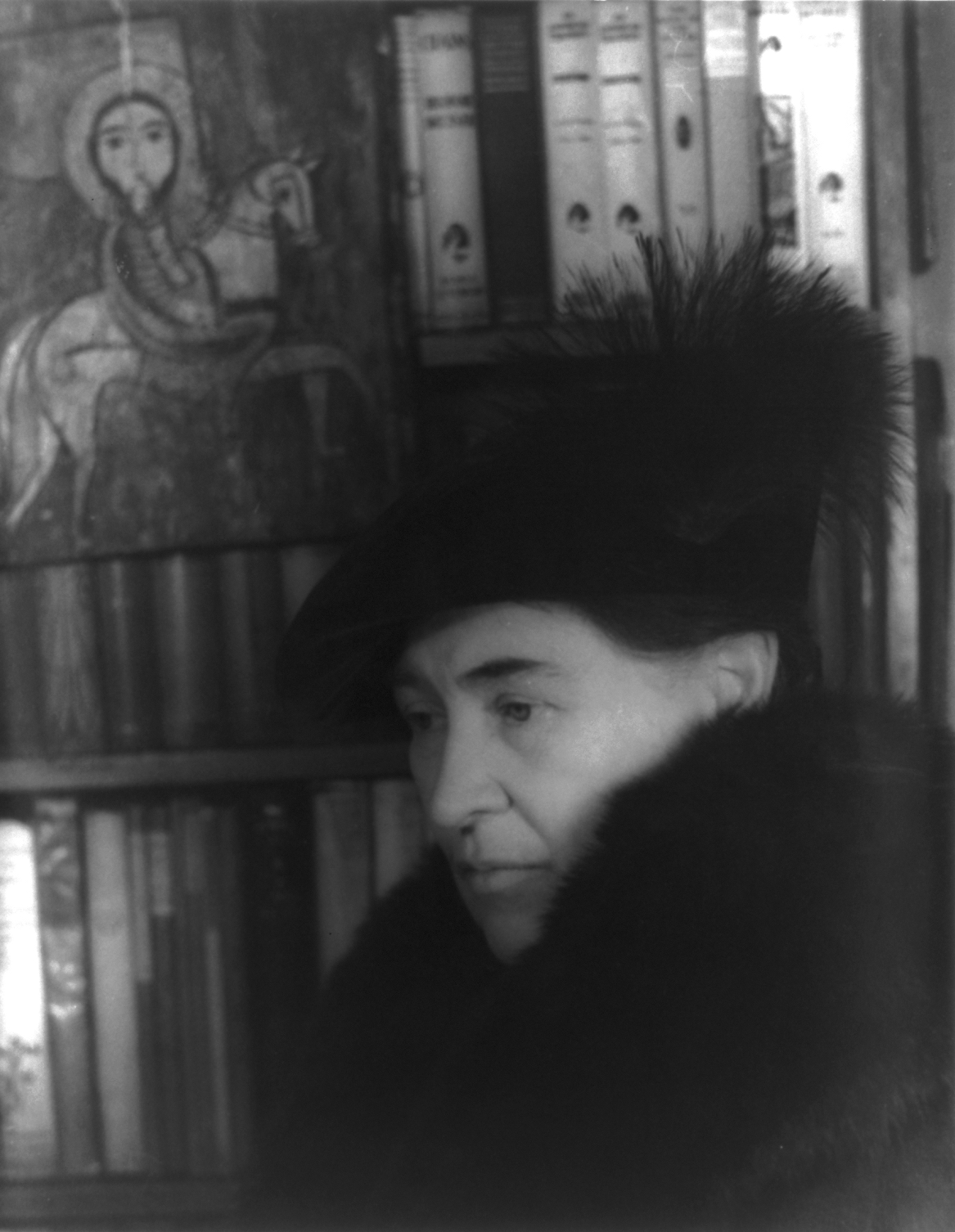
Porträt Willa Cather. Fotografiert von Carl Van Vechten im Januar 1936

Willa Sibert Cather (* 7. Dezember 1873 bei Winchester, Virginia; † 24. April 1947 in New York City) war eine US-amerikanische Schriftstellerin.

## Leben
Willa Cather kam als Tochter baptistischer Farmer in Virginia zur Welt; die große Familie zog jedoch neun Jahre später nach Nebraska, ein Staat, der zu der Zeit noch als westliches Grenzland galt. Das Heranwachsen im ländlichen Nebraska war von zentraler Bedeutung für die literarische Entwicklung Cathers. Sie studierte Englische Literatur an der Universität von Nebraska, machte dort 1894 ihren Abschluss, und arbeitete während des Studiums bereits als freie Journalistin und Theaterkritikerin.
1896 zog sie nach Pittsburgh, unterrichtete dort an einer High School Englisch und Latein und schrieb für mehrere Zeitschriften. 1906 ging sie nach New York und arbeitete als Redakteurin für McClure’s Magazine, wo 1912 ihr erster Roman Alexander´s Bridge in Fortsetzungen erschien. In den Folgejahren schrieb sie ihre berühmte Prärie-Trilogie O Pioneers (1913), The Song of the Lark (1915) und My Antonia (1918). 1923 erhielt sie den Pulitzer-Preis für den Roman One of Ours. Sie genoss enormes Ansehen bei Kritik und Publikum.
Viele von Cathers Romanen spielen im ländlichen Amerika und thematisieren das harte Leben der europäischen Einwanderer in der Prärie Nebraskas, wo schwedische, französische und böhmische Einwanderer durch den Homestead Act von 1862 Land erworben hatten. Dieses Sujet hatte sie den Ratschlägen ihrer Mentorin und Freundin Sarah Orne Jewett zu verdanken, die jedoch bald nach ihrem Kennenlernen 1909 verstarb. Sie selbst zog das städtische Leben vor und wohnte über Jahrzehnte in New York. Trotz ihrer Berühmtheit lebte sie zurückgezogen. Zu Fragen der Zeit äußerte sie sich nicht. Ihr lesbisches Privatleben (mit der Schriftstellerin Edith Lewis) schirmte sie ab. Zum Zeitpunkt ihres Todes befahl sie, ihre Briefe zu verbrennen. Obwohl Tausende von Briefen der Zerstörung entgingen, verhindert Cathers Testament deren Veröffentlichung.
Willa Cather gilt inzwischen als eine der bedeutendsten amerikanischen Schriftstellerinnen. Zu Beginn ihrer Laufbahn orientierte sie sich in ihrer Schreibweise an Henry James, zog ansonsten jedoch Schriftsteller wie Dickens, Thackeray, Emerson, Hawthorne, Balzac, Flaubert und Tolstoi ihren zeitgenössischen Kollegen vor. Ihre Zeitgenossen waren z. B. Ellen Glasgow, Djuna Barnes, Stephen Crane, James Joyce und Gertrude Stein.
Willa Cather starb am 24. April 1947 an Hirnblutungen in ihrem Apartment an der Madison Avenue in New York City und wurde auf dem Old Burying Ground von Jaffrey Center, Cheshire County, New Hampshire, auf einem Hügel, den sie selbst ausgewählt hatte, begraben. Auf ihrem Grabstein steht:

“THE TRUTH AND CHARITY OF HER GREAT
SPIRIT WILL LIVE ON IN THE WORK
WHICH IS HER ENDURING GIFT TO HER
COUNTRY AND ALL ITS PEOPLE.
"... that is happiness; to be dissolved into something complete and great."
- From My Antonia”

„Die Wahrheit und die Nächstenliebe ihres großen
Geistes wird in den Werken fortleben als bleibendes Geschenk an ihr
Land und alle seine Menschen.
"... das ist Glück; aufgelöst zu werden in etwas Vollständigem und Großartigem."
– Aus My Antonia“

## Werke

### Romane und Erzählungen
- 1894 The Fear That Walks by Noonday (Erzählung)
- 1905 The Troll Garden (Erzählungen)
- 1912 Alexander's Bridge (Roman)
  - Traum vergangener Zeit, dt. von Elisabeth Schnack, Einsiedeln, Zürich; Benziger, Köln 1964
  - auch als: Alexanders Brücke, gleiche Übersetzung, Knaus München 1992. ISBN 3-8135-3548-7
- 1913 O Pioneers!
- 1915 The Song of the Lark (Roman)
  - Das Lied der Lerche, dt. von Monika Schlitzer und Kyra Stromberg, Knaus München 1991. ISBN 3-8135-3826-5
- 1918 My Ántonia (Roman)
  - Antonia, dt. Von Walter Schumann, J. Engelhorns Nachf. Stuttgart 1928
  - auch als: My Antonia, gleiche Übersetzung, Engelhorn Stuttgart 1948
  - auch als: Meine Antonia, gleiche Übersetzung, Herder Freiburg 1961 (Herder-Bücherei 99)
  - auch als: Meine Antonia, dt. von Karin Graf, Knaus München 1990. ISBN 3-8135-8985-4
  - auch als: Meine Antonia, dt. von Stefanie Kremer, Knaus München 2008. ISBN 3-8135-0312-7; gl. Übersetzung btb Verlag (2. November 2009) ISBN 978-3-4427-3998-1
- 1920 Youth and the Bright Medusa (Erzählungen)
- 1922 One of Ours (Roman)
  - Einer von uns, dt. Von Marilies Mauk, Urban Freiburg im Breisgau 1928
  - auch als: Sei leise, wenn du gehst, dt. von Eva Brückner-Tuckwiller, Knaus München 1992. ISBN 3-8135-5140-7
- 1923 A Lost Lady (Roman)
  - Frau im Zwielicht, dt. von Magda Kahn, Urban Freiburg im Breisgau 1929
  - auch als: Die Frau, die sich verlor, gleiche Übersetzung, Benziger Einsiedeln, Zürich, Köln 1959
  - auch als: Die Frau, die sich verlor, dt. von Eva Brückner-Tuckwiller, Knaus, München, Hamburg 1989. ISBN 3-8135-3487-1; gl. Übersetzung, Verlag: btb Verlag (8. Dezember 2010) ISBN 978-3-4427-4141-0
- 1925 The Professor's House (Roman)
  - Das Haus des Professors, dt. von Elisabeth Schnack, Benziger Einsiedeln, Zürich, Köln 1961
- 1926 My Mortal Enemy (Roman)
  - Eine alte Geschichte, dt. von Elisabeth Schnack, Benziger Einsiedeln, Zürich, Köln 1962
  - auch als: Mein ärgster Feind, dt. von Stefanie Kremer, Knaus München 2008. ISBN 978-3-8135-0311-1; gl. Übersetzung, Verlag: btb Verlag (9. Mai 2011). ISBN 978-3-4427-4220-2
- 1927 Death Comes for the Archbishop (Roman), von der American Academy of Arts and Letters 1930 mit der William Dean Howells Medaille ausgezeichnet
  - Der Tod kommt zum Erzbischof
- 1931 Shadows on the Rock (Roman)
  - Schatten auf dem Fels, dt. von Elisabeth Schnack, Benziger Einsiedeln, Zürich, Köln 1956; gl. Übersetzung, Verlag: Manesse Verlag (16. März 2009) ISBN 978-3-7175-2192-1
- 1932 Obscure Destinies (Erzählungen)
- 1935 Lucy Gayheart (Roman)
  - Lucy Gayheart, dt. von Elisabeth Schnack, Benziger Einsiedeln, Zürich, Köln 1957; gl. Übersetzung, Verlag: Manesse Verlag; Auflage: 1. Aufl. (17. März 2008) ISBN 978-3-7175-2156-3
  - auch als: Auf einer goldenen Wolke, gleiche Übersetzung, Goldmann, München 1964
- 1940 Sapphira and the Slave Girl (Roman)
  - Saphira, dt. von Elisabeth Schnack, Benziger Einsiedeln, Zürich, Köln 1955
  - auch als: Sapphira und die Sklavin, gleiche Übersetzung, Knaus München 1992. ISBN 3-8135-6741-9
  - auch als: Sapphira und das Sklavenmädchen. gleiche Übersetzung. Verlag: btb Verlag (11. Oktober 2011). ISBN 978-3-4427-4304-9
- 1948 The Old Beauty and Others (Erzählungen)
- 1956 Five Stories (Erzählungen, postum)

- Vor dem Frühstück und andere Erzählungen, dt. von Elisabeth Schnack, Benziger Einsiedeln, Zürich, Köln 1963

### Non Fiction
- 1909 The Life of Mary Baker G. Eddy and the History of Christian Science (Biographie der Gründerin der Christian Science)
- 1936 Not Under Forty (Essays)
- 1949 Willa Cather: On Writing (Essays, postum)

### Lyrik
- 1903 April Twilights (Gedichte)

### Literarische Kommentare
- Neighbour Rosicky first published in 1932 in “Obscure Destinies” – in: Literary Annotations
- Old Mrs. Harris (0riginally entitled "Three Women") – Literary Annotations
- Paul's Case – Literary Annotations
- Sapphira and the Slave Girl – Literary Annotations
- Bücher von Willa Cather im Projekt Gutenberg – online – nur Text
- Bücher von und über Willa Cather im Internet Archive– gescannt – online –

## Ehrungen und Auszeichnungen
- 1917 Ehrendoktor der University of Nebraska
- 1923 Pulitzer Prize for One of Ours.[3]
- 1924 Ehrendoktor der University of Michigan.
- 1928 Ehrendoktor der Columbia University[4]
- 1929 Ehrendoktor der Yale University.
  - Gewählt in das National Institute of Arts and Letters. (Vorgänger der American Academy of Arts and Letters. Die Mitgliederzahl ist auf 50 begrenzt und neue werden von diesen gewählt.)
- 1930 The American Academy of Arts and Letters zeichnete Cather mit der Howells Medaille für ihren Roman Death Comes for the Archbishop aus.[5]
- 1931 Ehrendoktor der University of California in Berkley und der
  - Princeton University. Sie war die erste Frau, der von Princeton diese Auszeichnung verliehen wurde.[6]
- 1933 Aus Frankreich erhielt sie den "Prix Femina Americain" für ihre Darstellung der französischen Siedler in „Shadows on the Rock“.
  - Ehrendoktor des Smith College in Northampton, Massachusetts
- 1934 Aufnahme in die American Philosophical Society.[7]
- 1938 wurde sie in die American Academy of Arts and Letters gewählt.
- 1943 wurde Cather in die American Academy of Arts and Sciences gewählt.[8]
- 1944 erhielt sie die Goldmedaille für ihr Gesamtwerk von der American Academy of Arts and Letters.

## Nachruhm
Sonderbriefmarke zum 100. Geburtstag

Link zum Bild

(Bitte Urheberrechte beachten)
Willa Cather wurde in die Nebraska Hall of Fame, in die Hall of Great Westeners in Oklahoma City und in die National Women’s Hall of Fame in Seneca aufgenommen. Ihr Wohnhaus in Red Cloud sowie andere Gebäude, die in ihren Werken eine Rolle spielen, wurden als Museum im Willa Cather Historical Center für die Nachwelt bewahrt. In der Nähe befindet sich auch ein Stück naturbelassener Prärie als Willa Cather Memorial Prairie. Zum 100. Geburtstag der Schriftstellerin brachte die amerikanische Post eine Sonderbriefmarke zu ihren Ehren heraus.
In Red Cloud wurde 1955 die Willa Cather Pioneer Memorial Foundation gegründet, um ihr Andenken zu ehren.
Ihre Schilderung der zugewanderten Kulturen hat auch der Interesse der Leser außerhalb der Vereinigten Staaten geweckt, und ihre Werke wurden in zahlreichen Sprachen, darunter Japanisch, Deutsch, Russisch, Französisch, Tschechisch, Polnisch und Schwedisch übersetzt.
Noch 1990 war sie die einzige Amerikanerin, die als Schriftstellerin in der Encyclopedia-Britannica-Liste der "Great Books of the Western World" aufgeführt ist.

## Verfilmungen
Nachdem Cather die Verfilmung ihres Romans gesehen hatte, war sie so empört, dass sie weitere Verfilmungen ihrer Romane verbot und dies auch testamentarisch festlegte. Edith Lewis wachte über die Einhaltung ihrer Verfügung.
- 1924 A Lost Lady (Regie: H. Beaumont)
- 1934 A Lost Lady (Regie: A.E. Green)
- 1980 Jack-a-boy (Kurzfilm nach der gleichnamigen Erzählung, Regie: Carl Colby)
- 1980 Paul's Case (Fernsehfilm nach einer Erzählung von Cather, Regie: Lamont Johnson)
- 1991 O Pioneers! (Fernsehpräsentation einer Bühnenadaption der Huntington Theatre Company, Boston)
- 1992 O Pioneers! (Fernsehfilm mit Jessica Lange, Regie: Glenn Jordan)
- 1994 Spring Awakening (Fernsehfilm nach Cathers Erzählung Resurrection, Regie: Jack Gold)
- 1995 My Antonia (dt. Wege der Liebe, Regie: Joseph Sargent)
- 2001 The Song of the Lark (Fernsehfilm, Regie: Karen Arthur)